# Hugh Drysdale
Hugh Drysdale (Contea di Kilkenny, 1672 o 1673 – Williamsburg, 22 luglio 1726) è stato un politico e militare britannico, governatore della Virginia dal settembre 1722 alla morte.

## Biografia
Hugh Drysdale nacque nella Contea di Kilkenny fra il 1672 e il 1673 dal pastore anglicano Hugh Drysdale e dalla sua seconda moglie, Elizabeth Fox Drysdale. L'8 maggio 1668, a sedici anni, fu ammesso al Trinity College di Dublino. Nel 1694 Drysdale cominciò la propria carriera militare, servendo il Irlanda e probabilmente in Portogallo, nell'ambito della guerra di successione spagnola, col grado di colonnello. Si ritirò dalla carriera militare nel 1722, per sposarsi. Il nome di sua moglie era "Hester", ma il cognome è sconosciuto.
Nel settembre del 1722 sostituì il vice governatore della Virginia Alexander Spotswood, dimessosi il 3 aprile dello stesso anno in seguito ad aspre contese con la Camera dei Borghesi della colonia. A causa della calma e della pace che contrassegnarono il periodo della sua attività, oggi molto poco è conosciuto sul suo mandato da governatore. Certo è che Drysdale emanò alcune leggi sull'importazione di alcolici e di schiavi. La sua attività di riforma della distribuzione terriera, invece, ebbe scarso successo, probabilmente poiché i vari possidenti si accordarono contro di lui per non perdere i propri privilegi. Morì il 22 luglio 1726 a Williamsburg. Venne sostituito nell'incarico di governatore da Robert "King" Carter.